# Erzurum Gençlik Spor Kulübü
O Erzurum Gençlik Spor Kulübü, conhecido também como Erzurum BŞB, é um clube de basquetebol baseado em Erzurum Turquia que atualmente disputa a TB2L. Manda seus jogos no Ginásio Esportivo Erzurum Kapalı com capacidade para 500 espectadores.

## Histórico de Temporadas
| Temporada | Nível | Liga | Pos. | J | PL | Resultado |
| --------- | ----- | ---- | ---- | - | -- | --------- |
| 2017-18   | 3     | TB2L |      |   |    |           |

- fonte:eurobasket.com mackolik.com